# 교황 클레멘스 1세
교황 클레멘스 1세(라틴어: Clemens I, 이탈리아어: Clemente I)는 제4대 교황(재위: 88년 ~ 99년)이다. 로마의 클레멘스(라틴어: Clemens Romanus)라고도 불리며, 기독교의 첫 번째 교부로 여겨지기도 하다.
클레멘스 1세의 생애에 대해서는 사료의 부족으로 자세하게 알려져 있지 않다. 테르툴리아누스에 따르면, 클레멘스 1세는 성 베드로에 의해 사제 서품 및 주교 서임을 받았으며, 1세기 말엽에 로마 교회 공동체를 사목했다고 한다. 초대 교회의 교황 목록에서는 성 베드로의 뒤를 이은 두 번째 혹은 세 번째 후계자로 클레멘스 1세를 지목하고 있다. 《교황 연대표》에서는 베드로는 자신의 뒤를 이어 로마 교회의 주교가 될 인물로 리노를 임명했다고 나와 있다. 그러나 한편으로는 베드로가 리노와 아나클레토를 둘 다 주교로 서임하면서 두 사람에게 교회 공동체의 사목에 대한 전반적인 업무를 맡기고 본인은 기도와 강론에 주력하였으며, 클레멘스 1세를 자신의 실질적인 후계자로 지명하고 교회의 모든 업무를 위임하였다고도 전해진다. 테르툴리아누스는 클레멘스 1세가 베드로 사후 곧바로 그의 직무와 권한을 계승하였다고 보았다. 예로니모는 클레멘스 1세를 “베드로 이후 로마의 네 번째 주교”(베드로의 네 번째 계승자라는 의미가 아니라, 베드로까지 포함해서 순서상 네 번째라는 의미)라고 언급하였으며, 대부분의 라틴 신자들이 클레멘스 1세를 열두 사도 다음가는 인물로 생각했다는 말도 덧붙였다. 이레네오와 카에사레아의 에우세비오에 따르면, 리노와 아나클레토에 이어 클레멘스 1세가 교황좌에 착좌했다고 전해진다. 이처럼 초창기 교황사에 대한 정확한 사료나 증거 자료가 거의 전무하다시피 하기 때문에 이와 같은 초대 교회의 자료들의 증언이 서로 맞지 않아 어느 것이 맞는지에 대해서는 그 역사적 증명이 불확실하다고 판단된다.
클레멘스 1세가 작성한 문헌 가운데 유일하게 현존하는 것은 그가 코린토 교회에 보낸 서간(클레멘스의 첫째 서간)이다. 이 서간은 코린토 교회의 일부 사제들이 논란으로 인하여 자리에서 물러난 사건에 대한 답장을 주요 골자로 하고 있다. 서간에서 클레멘스 1세는 사도들이 사제들을 임명했다는 근거를 들어 사제들의 권위를 옹호하면서 분열 위기에 놓인 코린토 교회의 화합을 촉구하였다. 클레멘스의 첫째 서간은 신약성경 다음으로 가장 오래 된 기독교의 문헌으로서, 최초의 교부 문헌이기도 하다. 이 서간은 4세기 말엽까지 훗날 초대 교회의 경전집에 포함되어 있었으며, 미사 때 독서로 낭송되었다. 또한, 성직자들의 사도 전승과 그 권위를 주장한 최초의 문헌으로서 교회사적으로도 굉장히 귀중한 문헌이다.
또 다른 서간인 클레멘스의 둘째 서간 역시 마찬가지로 옛날부터 클레멘스 1세가 작성한 것으로 여겨졌지만, 최근의 연구 결과 다른 사람이 작성한 것으로 추정되고 있다. 《가클레멘스 문서》에 따르면, 클레멘스 1세는 교회 안에 일어난 여러 가지 분쟁들의 조정자로 등장한다. 여기서 사도들은 클레멘스 1세를 통해 신자들에게 가르침을 전하는 것으로 나온다. 4세기부터 전해지는 전승에 의하면, 클레멘스 1세는 로마 황제 트라야누스 때에 체포되어 감옥에 투옥되었다고 한다. 하지만 감옥에 있으면서도 그는 같이 수감된 죄수들을 상대로 선교와 사목 활동을 하였다. 결국 사형을 언도받은 그는 목에 닻을 달고 바닷속에 던져져 순교하였다.
클레멘스 1세는 여러 기독교 교파에서 성인으로 공경받고 있다. 로마 가톨릭교회에서는 그의 축일을 11월 23일로 지정하였으며, 루터교와 성공회도 이를 따르고 있다. 동방 정교회에서는 클레멘스 1세의 축일을 11월 24일로 지정하였다.

## 생애

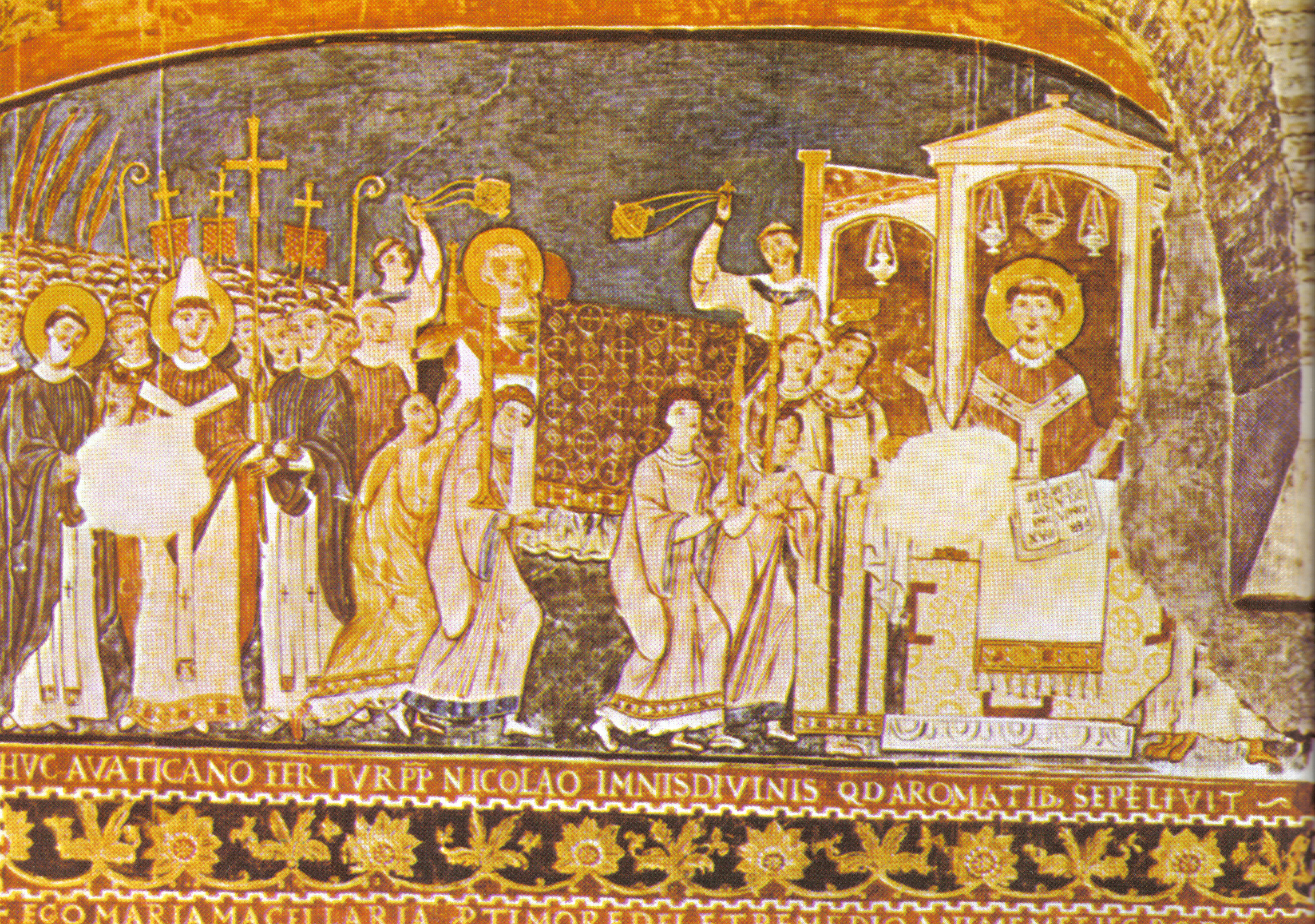
로마 산 클레멘테 성당의 11세기 프레스코화. 성 클레멘스 1세의 유해가 안장되어 있는 곳이다.

3세기 또는 4세기부터 전해내려오는 전승에 따라, 사도 바오로가 필리피 신자들에게 보낸 서간 4장 3절에서 그리스도를 위해 일하는 자신의 동료로 언급한 클레멘스로 여겨져왔다. 19세기 중반에 들어서면서 바오로 서간에 언급된 클레멘스를 황제의 사촌이자 집정관이었던 티투스 플라비우스 클레멘스와 동일인물일 것이라는 추측이 있었지만, 이를 뒷받침할 고고학적 증거가 없었기 때문에 결국 폐기되었다. 2세기의 문헌 《헤르마스의 목자》에서는 다른 지역 교회들과의 교류를 담당했던 클레멘스라는 인물이 등장하는데, 이 인물이 클레멘스 1세일 가능성이 높다.
역대 교황의 치세를 기록한 《교황 연대표》는 클레멘스 1세가 성 베드로와 같은 권위를 지녔으며, 두 권의 서간(이 가운데 두 번째 서간, 즉 클레멘스의 둘째 서간은 오늘날에는 클레멘스 1세가 작성한 것으로 여겨지지 않음)을 작성했다고 기술하고 있다. 그리고 서기 101년 트라야누스 황제 치세 제3년에 그리스에서 선종했다고 기술하고 있다.
서기 58년 로마에는 많은 수의 그리스도인이 거주하고 있었다. 사도 바오로가 로마 신자들에게 보낸 서간을 집필한 때도 바로 이 때였다. 사도행전의 기록에 따르면 서기 60년경 바오로는 로마에 당도하였다. 여러 학자들에 의하면, 마르코 복음서와 루카 복음서 그리고 베드로의 첫째 서간과 마찬가지로 바오로의 옥중 서간들도 바로 로마에서 집필된 것으로 보인다. 바오로는 베드로와 더불어 로마에서 순교한 것으로 전해지고 있다. 64년 로마 대화재 이후 로마 황제 네로에 의해 로마에 거주하는 그리스도인들을 박해받게 되었으며, 도미티아누스 때에 추가적으로 더 박해를 받았을 가능성이 있다. 클레멘스 1세는 초대 교회의 저명한 주교들 가운데 가장 먼저 이름이 널리 알려진 주교였다.
클레멘스 1세는 자신의 서간(클레멘스의 첫째 서간)에서 말하기를, 주교와 사제는 성직품 가운데 가장 높으며 부제는 이들을 보좌하는 소임을 가지고 설명하였다. 하지만 정작 클레멘스 1세 자신에 대해서는 아무런 언급도 하지 않았기 때문에 로마 교회에서는 그를 어떠한 호칭으로 불렀는지에 대해서는 알 수가 없다. 이 서간은 초대 교회의 유명한 문서 가운데 하나로서 역사적인 의의를 지니며, 교황이 지니는 권위, 즉 교황의 수위권을 확인해주는 매우 중요한 문서이다.

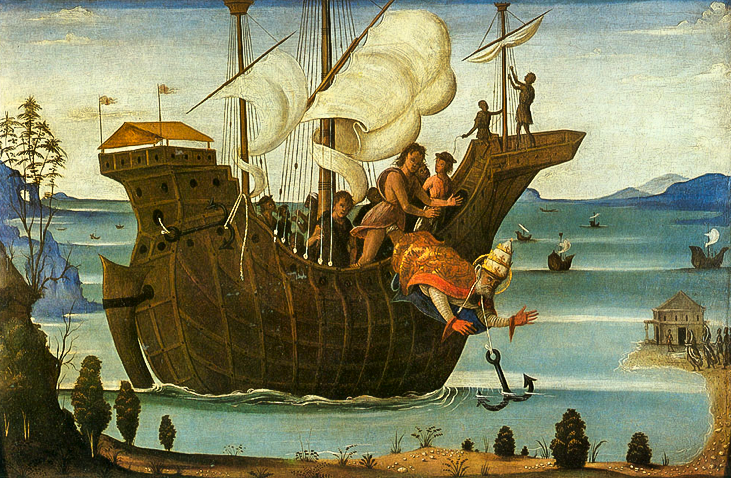
성 클레멘스 1세의 순교를 묘사한 성화.

정확하지는 않지만, 대략 4세기 초반으로 추정되는 시점부터 전해내려오는 이야기에 따르면, 클레멘스 1세는 트라야누스 황제의 치세에 로마에서 케르소네수스로 유배를 가서 채석장에서 노역을 하게 되었다고 전해진다. 그가 채석장에 도착했을 당시 그곳에 노역하고 있던 죄수들은 물부족으로 크게 고통받고 있었다. 이에 클레멘스 1세는 무릎을 꿇고 간절히 기도했다. 이윽고 고개를 들어보니 언덕 위에 양 한 마리가 있었는데, 그는 즉시 양이 있는 곳으로 가서 곡괭이로 땅을 팠다. 그러자 그곳에서 맑은 물이 솟아나왔다. 이러한 기적으로 인하여 당시 채석장에 끌려와 노역하던 많은 동료 죄수들은 물론 현지의 이교도들까지 감화되어 기독교로 개종하는 사태가 일어났다. 결국 이에 대한 처벌로서 클레멘스 1세는 배에 올라타 닻에 묶인 채 흑해로 던져져 그대로 수장되었다. 그리하여 그는 순교자가 되었다. 전설에 따르면, 이후 매년 흑해에 썰물 현상이 일어나는 기이한 현상이 일어나 클레멘스 1세의 시신이 발견되었다고 전해진다. 하지만, 클레멘스 1세의 생애에 대한 초창기 문헌들에서는 그의 순교 사실에 대해서 아무런 언급조차 나오지 않는다.
크림반도에 있는 잉케르만 동굴 수도원 안에는 한때 성 클레멘스 1세의 시신이 묻혔던 장소가 표시되어 있다. 869년 성 치릴로는 자신이 죽기 1~2년 전에 크림반도에 묻혀 있던 성 클레멘스 1세의 유해 그리고 유해와 같이 묻혀있던 닻을 발굴해서 로마로 가져왔다. 오늘날 성 클레멘스 1세의 유해는 산 클레멘테 성당에 안치되어 있다. 두개골을 포함한 성 클레멘스 1세의 또 다른 유해는 우크라이나의 키예프 페체르쉬크 수도원에 모셔져 있다고 알려져 있다.

## 같이 보기
- 교황 목록